# Fleuret masculin par équipes aux Jeux olympiques d'été de 2012
Navigation
Athènes 2004 Rio de Janeiro 2016
L'épreuve du fleuret par équipes masculin des Jeux olympiques d'été 2012 de Londres se déroulera à l'ExCeL London, le 5 août 2012.

## Format de la compétition
La compétition se dispute sur la forme d'un tableau d'élimination directe. Les neuf équipes qualifiées sont réparties sur dans un tableau de 8 avec un match de barrage qualificatif. Les matchs sont constitués en fonction du classement mondial établi par la Fédération internationale d'escrime. L'équipe classée première parmi les présentes rencontre la huitième, la deuxième rencontre la septième, la troisième la sixième et la quatrième la cinquième.
Les équipes sont constituées de trois tireurs, chacun des tireurs d'une équipe rencontrant les trois tireurs de l'équipe adverse. Le match est constitué de relais de 5 points. Il y a donc 9 relais de cinq en cinq. La première équipe atteignant 45 points est déclarée vainqueur. Chaque relais est limité à 3 minutes effectives. Si au terme des trois minutes le cap des cinq points marqués n'est pas atteint, le tireur suivant continue jusqu'à atteindre son relais suivant.

## Programme
Tous les temps correspondent à l'UTC+1
| Date                 | Horaire | Manche                           |
| -------------------- | ------- | -------------------------------- |
| Vendredi 3 août 2012 | 9 h 00  | 8e de finale                     |
| Vendredi 3 août 2012 | 10 h 30 | Quarts de finale                 |
| Vendredi 3 août 2012 | 12 h 00 | Classement 5-8                   |
| Vendredi 3 août 2012 | 13h30   | Demi-finales                     |
| Vendredi 3 août 2012 | 15 h 00 | Classement 5-6 et 7-8            |
| Vendredi 3 août 2012 | 18 h 00 | Match pour la médaille de bronze |
| Vendredi 3 août 2012 | 18 h 15 | Match pour la médaille d'or      |

## Médaillés
| Or                                                                    | Argent                                             | Bronze                                                                      |
| Italie Valerio Aspromonte Giorgio Avola Andrea Baldini Andrea Cassarà | Japon Suguru Awaji Kenta Chida Ryo Miyake Yuki Ota | Allemagne Sebastian Bachmann Peter Joppich Benjamin Kleibrink Andre Wessels |

## Résultats

### Barrage
|  | 1/8e de finale      |    |
|  |                     |    |
|  |                     |    |
|  |                     |    |
|  | Grande-Bretagne (9) | 45 |
|  | Grande-Bretagne (9) | 45 |
|  | Égypte (8)          | 33 |
|  | Égypte (8)          | 33 |

### Phase finale
|  | Quarts de finale    | Quarts de finale |           |            | Demi-finales           | Demi-finales |  |  | Finale    | Finale |
|  | Quarts de finale    | Quarts de finale |           |            | Demi-finales           | Demi-finales |  |  | Finale    | Finale |
|  |                     |                  |           |            |                        |              |  |  |           |        |
|  |                     |                  |           |            |                        |              |  |  |           |        |
|  |                     |                  |           |            |                        |              |  |  |           |        |
|  | Italie (1)          | 45               |           |            |                        |              |  |  |           |        |
|  | Italie (1)          | 45               |           |            |                        |              |  |  |           |        |
|  | Grande-Bretagne (9) | 40               |           |            |                        |              |  |  |           |        |
|  | Grande-Bretagne (9) | 40               | Italie    | 45         |                        |              |  |  |           |        |
|  |                     |                  | Italie    | 45         |                        |              |  |  |           |        |
|  |                     | États-Unis       | 24        |            |                        |              |  |  |           |        |
|  | États-Unis (5)      | États-Unis       | 24        | 45         |                        |              |  |  |           |        |
|  | États-Unis (5)      |                  |           | 45         |                        |              |  |  |           |        |
|  | France (4)          | 39               |           |            |                        |              |  |  |           |        |
|  | France (4)          | 39               | Italie    | 45         |                        |              |  |  |           |        |
|  |                     |                  | Italie    | 45         |                        |              |  |  |           |        |
|  |                     | Japon            | 39        |            |                        |              |  |  |           |        |
|  | Allemagne (3)       | Japon            | 39        | 44         |                        |              |  |  |           |        |
|  | Allemagne (3)       |                  |           | 44         |                        |              |  |  |           |        |
|  | Russie (6)          | 40               |           |            |                        |              |  |  |           |        |
|  | Russie (6)          | 40               | Allemagne | 40         |                        |              |  |  |           |        |
|  |                     |                  | Allemagne | 40         | Match pour la 3e place |              |  |  |           |        |
|  |                     | Japon            | 41        |            |                        |              |  |  |           |        |
|  | Japon (7)           | Japon            | 41        | 45         |                        |              |  |  |           |        |
|  | Japon (7)           |                  |           | 45         |                        |              |  |  |           |        |
|  | Chine (2)           | 30               |           | États-Unis | 27                     |              |  |  |           |        |
|  | Chine (2)           | 30               |           | États-Unis | 27                     |              |  |  |           |        |
|  |                     |                  |           |            |                        |              |  |  | Allemagne | 45     |
|  |                     |                  |           |            |                        |              |  |  | Allemagne | 45     |

### Matchs de classement 5-8
|  | Classement 5-8  | Classement 5-8 |                 |    | Classement 5-6 | Classement 5-6 |
|  | Classement 5-8  | Classement 5-8 |                 |    | Classement 5-6 | Classement 5-6 |
|  |                 |                |                 |    |                |                |
|  |                 |                |                 |    |                |                |
|  |                 |                |                 |    |                |                |
|  | Grande-Bretagne | 45             |                 |    |                |                |
|  | Grande-Bretagne | 45             |                 |    |                |                |
|  | France          | 29             |                 |    |                |                |
|  | France          | 29             | Grande-Bretagne | 35 |                |                |
|  |                 |                | Grande-Bretagne | 35 |                |                |
|  |                 | Russie         | 45              |    |                |                |
|  | Russie          | Russie         | 45              | 45 |                |                |
|  | Russie          |                |                 | 45 |                |                |
|  | Chine           | 40             |                 |    |                |                |
|  | Chine           | 40             | Classement 7-8  |    |                |                |
|  |                 |                |                 |    |                |                |
|  |                 |                |                 |    |                |                |
|  |                 |                |                 |    |                |                |
|  | France          | 33             |                 |    |                |                |
|  | France          | 33             |                 |    |                |                |
|  | Chine           | 45             |                 |    |                |                |
|  | Chine           | 45             |                 |    |                |                |

## Sources
- Page de l'épreuve sur le site de Londres 2012
- Le site officiel du Comité international olympique
- Site officiel de Londres 2012